# Marquinhos Trad
Marcos Marcello Trad (Campo Grande, 28 d'agost de 1964), conegut com Marquinhos Trad, és un advocat i polític brasiler, alcalde de Campo Grande des de 2017 i candidat al govern de Mato Grosso do Sul el 2022.

## Carrera professinal
Llicenciat en Dret per la Universitat Federal de Rio de Janeiro (UFRJ), va ser membre de la secció de Mato Grosso do Sul del Col·legi d'Advocats del Brasil, on més tard va presidir el Comitè d'Ètica i Disciplina. A més, es va incorporar i va presidir el Tribunal Estatal de Justícia Esportiva (TJD-MS).
Escollit regidor l'any 2004, va ser secretari municipal d'Afers Territorials durant l'administració de l'aleshores alcalde André Puccinelli. Posteriorment, va deixar la política municipal per presentar-se a les eleccions a diputat estatal, càrrec que va adquirir en tres comicis consecutius (2006, 2010 i 2014). Va ser membre del PMDB, migrant al PSD el 2016.
El 2016, es va presentar a l'alcaldia de Campo Grande pel PSD, formant parella amb la candidata a vicebatllessa Adriane Lopes. Es va classificar per disputar la segona volta amb el 34,57% dels vots vàlids. Va guanyar la disputa final a la candidata del PSDB Rose Modesto, amb el 58,77% dels vots vàlids. En les següents eleccions, el 2020, van repetir resultats, sent reelegits.
El gener de 2022, es va anunciar la seva candidatura al Govern de Mato Grosso do Sul en les eleccions estatals que tindrien lloc l'octubre de 2022. Per aquest motiu, el mes d'abril hagué de renunciar al càrrec de batlle. Trad no va superar el primer torn de la votació, sent el 6è candidat més votat (124.795 vots, el 8,68 % del total).

## Vida personal
Marquinhos Trad és fill de l'antic diputat federal Nelson Trad i Therezinha Mandetta, i germà de l'antic alcalde de Campo Grande, Nelson Trad Filho, i de l'antic diputat federal Fábio Trad.
El desembre de 2002 es va casar amb Tatiana Trad, amb la qual ha tingut dues filles, Mariana i Alice. Tatiana és advocada i ha sigut presidenta del Fons de Suport Comunitari de Campo Grande.
Durant la campanya electoral de 2022 a governador, Trad va ser acusat de violència sexual per 7 dones. Part de les denúncies van ser desestimades per la fiscalia, mentre que la resta van ser arxivades l'agost de 2023.